# 小悪魔さん
『小悪魔さん』（こあくまさん）は、佐野妙による日本の4コマ漫画作品。

## 概要
甘え上手な妹の理々子とそれに振り回される兄の大介を描く4コマ漫画。
妹に頼まれると断れなかったり、過度の過保護っぷりを発揮する兄と兄の操縦方法を心得た妹の日常を作者らしい緩やかな雰囲気で描かれている。
『まんがタイムファミリー』（芳文社）にて2010年3月号より目次マンガとしてスタート。当初は「小悪魔いもうと」というタイトルだった。その後、2010年7月号 - 9月号にゲスト掲載される。10月号からは連載化され、その際にタイトルが「小悪魔さん」に改題された。目次マンガは2011年3月まで、連載は2011年10月まで続いた。
単行本化にあたっては、タイトルは「小悪魔さん」で統一されている（目次マンガは「目次の小悪魔さん」）。

## 登場人物
佐倉理々子
大介の妹で本作のヒロイン。高校生。
非常に甘え上手で、生活の大部分を兄に依存している。そのため、兄の操縦方法ややる気の出させ方を心得ている。
また、クラスメイトの優らに対しても甘え上手であり、当初は敵視されていた圭とも親しくなっている。
佐倉大介
理々子の兄で同じ高校に通う高校生。
「妹の理々子の為なら何でも出来る男」を自称するシスコン。
妹を甘やかし続け、様々な要求を聞いているうちに料理をはじめ様々な事が出来るようになっている。
妹の要求に応えるだけでなく、自ら率先して動くことも多く、自身も甘やかしている自覚がある。
体型がスリムで、理々子のスカートが入ってしまう。
女性の扱いの基本になっているのは妹とのやり取りと母の秘蔵の少女漫画。
バスケ部に所属しており、顔もいい事もあって評判はいい筈ではあるが、女子からは「いじる対象」にされている。
本は順番通りに読まないとダメなタイプ。
佐倉家の両親
母は塾講師。
大量に少女漫画を保有しており、それが大介のバイブルにもなっている。
父はサンバの先生で、テンションが高い。
桜井優
理々子のクラスメイトで、よく彼女の面倒を見ている。よく「オカンモード」が入る。
ポケットには色々な物が入っており、理々子「おかんポッケ」と称される。
また、梅干しやスルメ、酢昆布などを好む等、気質だけでなく嗜好もおかん風味。
鈴木圭
理々子のクラスメイト。
ブラコン気味であり、兄が理々子に振られたことで当初は理々子を敵視していたものの、理々子の兄である大介に想いを寄せて以降関係は良好になりつつある。
大介のバイトしているカフェに足しげく通い、ロイヤルミルクティーをよく注文している。
皆木楓
理々子のクラスメイトで、よく圭と一緒にいる。
物事をはっきり言うタイプで、インパクトのある発言をすることが多い。
兄がおり、同じ家に住んでいるものの「ここ十年会ってない」らしい。
鈴木（兄）
大介と同じバスケ部のメンバーで圭の兄。
理々子の事が好きで、告白したが断られている。それでもなおアタックを続けている。

## 単行本
- 佐野妙『小悪魔さん』 芳文社〈まんがタイムコミックス〉、全1巻
  1. 2011年10月22日初刷発行（2011年10月7日発売）、ISBN 978-4-8322-5012-3